# Aloe paniculata
Aloe paniculata é uma espécie de liliopsida do gênero Aloe, pertencente à família Asphodelaceae.